# Philadelphia Experiment II
Philadelphia Experiment II (El experimento Philadelphia 2 en España y Enviados del futuro 2 en Hispanoamérica) es una película estadounidense de 1993 dirigida por Stephen Cornwell y protagonizada por Brad Johnson, Marjean Holden y Gerrit Graham.
Es la secuela de la película The Philadelphia Experiment (1984). También cabe destacar, que fue rodada con un reparto completamente nuevo. Una vez filmada, se estrenó el 12 de noviembre de 1993.

## Argumento
Es el año 1993. Son cincuenta años después del espectacular Experimento Filadelfia, en el que David Herdeg fue lanzado al futuro por el destructor desmaterializado. Ahora el exoficial de la Marina se encuentra nuevamente atrapado en el campo electromagnético de los experimentos secretos realizados por el científico militar Dr. William Mailer.
Mientras Mailer envía un bombardero nuclear furtivo de vuelta a 1943, cambiando así el curso de la historia, Herdeg es lanzado a causa de ello a la línea temporal alternativa de 1993 causada por este acontecimiento. Para salvar a la humanidad de este futuro macabro en el que se encuentra, Herdeg debe regresar al pasado y matar al gobernante nonato.

## Reparto
| Actor          | Personaje                            |
| -------------- | ------------------------------------ |
| Brad Johnson   | David Herdeg                         |
| Marjean Holden | Jess                                 |
| Gerrit Graham  | Dr. William Mailer/ Friedrich Mahler |
| John Christian | Graas Benjamin Herdeg                |
| Cyril O'Reilly | Decker                               |
| Geoffrey Blake | Logan                                |
| Lisa Robins    | Scotch                               |
| David Wells    | Pinstripes                           |
| Larry Cedar    | Hank el controlador                  |
| Al Pugliese    | Coach                                |

## Recepción
Hoy en día la película ha sido valorada en portales cinematográficos. En IMDb, por ejemplo, con aproximadamente 2000 votos registrados, la película obtiene una media ponderada de 4,5 sobre 10. En cuanto a Rotten Tomatoes, los más de 1000 votos registrados en el portal le dieron allí una valoración media de 2,5 de 5. También nay que destacar, que en el periódico La Vanguardia los usuarios que dieron allí su opinión al respecto le dieron al largometraje una aprobación del 50 %.